# Kean (film 1921)
Kean è un film muto del 1921 diretto da Rudolf Biebrach, ispirato all'omonimo dramma di Alexandre Dumas (padre) sulla vita dell'attore Edmund Kean.

## Produzione
Il film fu prodotto dalla Maxim-Film GmbH.

## Distribuzione
Distribuito dall'Universum Film (UFA), uscì nelle sale cinematografiche tedesche con il visto di censura del 15 dicembre 1921 presentato a Barlino il 16 dicembre. Uscì anche in Finlandia il 18 settembre 1922.